# Sarah Bateman
Sarah Blake Bateman (ur. 15 czerwca 1990 w Orlando) – islandzka pływaczka amerykańskiego pochodzenia, specjalizująca się w stylu dowolnym i motylkowym.
Wystartowała na igrzyskach olimpijskich w Pekinie (2008) na 100 m stylem grzbietowym (41. miejsce), a także 4 lata później w Londynie w wyścigu na 50 metrów stylem dowolnym (18. miejsce), na 100 m delfinem (32. miejsce) oraz w sztafecie 4 × 100 m stylem zmiennym (15. miejsce).
Sarah Bateman jest aktualną rekordzistką Islandii na dystansie 50 m stylem dowolnym.